# 青柳仁士
青柳 仁士（あおやぎ ひとし、1978年11月7日 - ）は、日本の政治家・国際活動家。日本維新の会所属の衆議院議員（2期）。日本維新の会政務調査会長（第4代）、同国際局長を務めた。

## 来歴
東京都立川市に生まれ、埼玉県所沢市に育つ。早稲田大学政治経済学部卒業（2001年）、デューク大学公共政策大学院修了（2008年）。
2001年に国際協力機構（JICA）に入構。アジア、中東、アフリカ地域等で経済産業・エネルギー開発を担当した後、紛争中のアフガニスタンに赴任し、緒方貞子理事長（当時）の下で平和構築及び復興支援事業に従事。米・ニューヨーク及びスーダンにて国際連合での勤務を経て、2012年に大阪維新の会主催の維新政治塾に参加（1期生）。同年の日本維新の会結党に参画し、第46回衆議院議員総選挙にて埼玉4区から旧日本維新の会公認で初出馬。小選挙区では自由民主党の豊田真由子に敗れ、惜敗率では日本維新の会の比例北関東ブロックで当選圏内となる3位であったが、比例区での上位優遇候補がいたため、比例区においても次点で落選。
2013年からはプライスウォーターハウスクーパース（PwC）株式会社のコンサルタント及びマネージャーとなり、民間企業の経営・事業戦略、及び中央省庁の政策立案等に関するコンサルティングに従事。
2014年の第47回衆議院議員総選挙では、維新の党から再挑戦するも、民主党との政党間による候補者調整に伴い、公示直前に埼玉9区に選挙区を移して立候補。自民党の大塚拓に敗れる。
2016年からは国連開発計画（UNDP）駐日代表事務所の広報官となり、SDGs普及の責任者を務めた。日本政府と国連との関係構築や民間企業がSDGsや社会課題を活用してビジネスを実践するための初期の民間プラットフォームの構築と実践手法の開発・人材育成等に従事した。
2017年の第48回衆議院議員総選挙では、再び埼玉4区から日本維新の会公認で立候補。小選挙区では自民党の穂坂泰に敗れ、得票率と惜敗率では日本維新の会の北関東比例代表でトップとなるが、党勢の減退により日本維新の会は北関東ブロックにおいても議席を獲得できず、落選となった。
2018年1月、日本維新の会の党大会において、代表選挙の必要性を主張した後、党の役職を全て辞任し、政界引退を表明。
2019年、一般社団法人SDGsアントレプレナーズを立ち上げ、社会起業家として活動。民間企業へのSDGs及びサステナビリティの普及支援を行うとともに、エフエム東京にて毎週のレギュラー番組「SDGsティーチャー」を持つなど、メディアで活動。フジテレビ・BSフジ・ニッポン放送「楽しくアクション！SDGs」、ニッポン放送「あさナビ」、ナイタースペシャル「親子で考えるSDGs」、BSフジ「ゲームでわかるSDGs」他、TBSテレビ「ビビッド」、フジテレビ「直撃LIVEグッディ」、日本テレビ「情報ライブミヤネ屋」などに出演。
2021年、松井一郎代表の誘いにより政界引退を撤回し、6月2日に日本維新の会大阪14区支部長に就任。青柳は同区には地縁が無かったが、八尾市を地盤に持つ松井一郎の後援会などから全面支援を受け、同年10月の第49回衆議院議員総選挙で自民党の長尾敬を大差で破り、初当選した。国会議員団役員（政調会長代行）及び外務安保部会長に就任。
2022年、日本維新の会役員（国際局長）に就任。世界178か国の立法府が参加する列国議会同盟（IPU）にて、日本人初の国連委員会理事に選出された。2025年の総会では国連委員会の臨時議長を務めた。
2024年10月27日の第50回衆議院議員総選挙では、自民党の塩川憲史らを破り、2回目の当選を果たした。12月2日、前日の日本維新の会代表選挙で当選した吉村洋文大阪府知事による新執行部が発足し、青柳は政務調査会長に就任。青柳は衆議院で与党過半数割れの状況下、社会保障改革、教育無償化、税制などを巡り自公維の協議と合意とりまとめの交渉責任者を務め、ガソリン税の暫定税率廃止も要求。2025年3月には高校授業料無償化などが盛り込まれる形で2025年度予算案が自公維の賛成多数で可決した。
一方、ガソリン税の暫定税率を巡っては、同年3月3日に立憲民主党と国民民主党が同年4月から廃止する法案を提出したが、青柳は廃止時期は来年4月からが現実的であるとし、両党の動きを「パフォーマンスだ」と批判。これに対し国民民主党の榛葉賀津也幹事長は「維新の（青柳）政調会長も『賛成だ』というから、立憲、国民民主で提出しようという話だった」と反論し、維新内からも青柳の発言は「事実と違う」との指摘が出るなど物議を醸した。当初青柳は立国維3党での法案提出を目指し、今年4月からの廃止を目指す立憲案に賛成したいと考えを示したが、党内の強い反発があったと産経新聞は報じた。維新は暫定税率を来年4月から廃止する法案を単独提出した。その後、通常国会中の実現を目指して自公と継続的に協議を行い、同年7月からの廃止を自公に最終提案したが、受け入れなかったため、協議を打ち切った。その上で、野党7党で連携して法案を提出し、衆議院を通過させたが、自民党が委員長ポストを持つ参議院で委員長職権により廃案に追い込まれた。
2025年8月5日、前原誠司共同代表・岩谷良平幹事長ら党幹部4人は党の会合で、7月の第27回参議院議員通常選挙での維新の不振を受けて辞任すると表明した。同日に吉村は執行部で辞任を表明しなかった青柳についても役職を解く意向を伝えたと明らかにした。。7日に青柳はX（旧twitter）を更新し、参院選に対する党内の評価は党代表を続投させるかどうかの投票で決めるのが党の規約・ガバナンスであり、その実施前に執行部が辞任するのは筋が通らないとして、新体制での人事交代の形をとった意図を説明した。

## 人物
- 三兄弟の次男。父は警察官であった[3]。
- 家族は、妻、3人の子供[6]。
- 趣味は、格闘技観戦、ハンドボール[6]。
- 社会起業家としてメディアで活動しており、著書に『小さな会社のSDGs実践の教科書』がある[6]。同書は翻訳され、台湾でも出版されている。
- 政治家として、NHK国会中継の他、NHK「日曜討論」、テレビ朝日「朝まで生テレビ」等に出演。

## 騒動
- 大阪府が新型コロナウイルスの感染防止策として「会食は2時間程度以内、1テーブル原則4人以内」と要請していた2021年12月2日、青柳や松井一郎代表、大松桂右八尾市長[23]、山入端創羽曳野市長、冨宅正浩柏原市長[24]や大阪14区内の府議、市議ら約30人が大阪市内で2時間半から3時間にわたり「衆院選の反省会」として会食を行っていた。松井は記者の取材に対し「人数の上限のアッパーはない。だから、やった。何か問題ありますか」「2時間を超えたことは反省すべきところなのかなと思っています」と述べ、青柳は「誤解を受けるような会食のやり方はやるべきではない。事前の段階で確認すべきだった」とコメントした[25][26][27]。

## 著書
- 『小さな会社のSDGs実践の教科書 1冊で基礎からアクション、マネジメントまでわかる』翔泳社（2021/2/3）

## 選挙歴
| 当落 | 選挙                   | 執行日         | 年齢 | 選挙区       | 政党           | 得票数     | 得票率 | 定数 | 得票順位 /候補者数 | 政党内比例順位 /政党当選者数 |
| ---- | ---------------------- | -------------- | ---- | ------------ | -------------- | ---------- | ------ | ---- | ------------------ | ---------------------------- |
| 落   | 第46回衆議院議員総選挙 | 2012年12月16日 | 34   | 埼玉県第4区  | 旧日本維新の会 | 4万6303票  | 23.42% | 1    | 3/5                | 5/4                          |
| 落   | 第47回衆議院議員総選挙 | 2014年12月14日 | 36   | 埼玉県第9区  | 維新の党       | 6万121票   | 28.63% | 1    | 2/3                | 4/3                          |
| 落   | 第48回衆議院議員総選挙 | 2017年10月22日 | 38   | 埼玉県第4区  | 日本維新の会   | 2万3362票  | 11.77% | 1    | 4/5                | 1/0                          |
| 当   | 第49回衆議院議員総選挙 | 2021年10月31日 | 42   | 大阪府第14区 | 日本維新の会   | 12万6307票 | 55.67% | 1    | 1/3                | /                            |
| 当   | 第50回衆議院議員総選挙 | 2024年10月27日 | 45   | 大阪府第14区 | 日本維新の会   | 9万5362票  | 45.16% | 1    | 1/4                | /                            |